# Día Internacional de las Lenguas de Señas
El Día Internacional de las Lenguas de Señas es una jornada que se celebra anualmente el 23 de septiembre desde 2018, instaurada por la Asamblea General de las Naciones Unidas en 2017.

## Proclamación
El Día Internacional de las Lenguas de Señas fue proclamado por la Asamblea General de las Naciones Unidas por consenso el 19 de diciembre de 2017. La propuesta fue presentada por la Federación Mundial de Sordos, un organismo que agrupa a 135 asociaciones nacionales y representa a aproximadamente 70 millones de personas sordas en todo el mundo. La misión permanente de Antigua y Barbuda ante las Naciones Unidas patrocinó la resolución, la cual fue copatrocinada por 97 Estados miembros. El objetivo de esta proclamación es concienciar sobre la importancia de las lenguas de señas para la plena realización de los derechos humanos de las personas sordas. La Asamblea General destaca que el acceso temprano a la lengua de señas y a los servicios en este lenguaje, incluida una educación de calidad, es vital para el crecimiento y desarrollo de las personas sordas y fundamental para el logro de los objetivos de desarrollo sostenible.

## Celebración
Este día se celebra cada año el 23 de septiembre. Esta fecha fue elegida en conmemoración del establecimiento de la Federación Mundial de Sordos en 1951. La primera celebración oficial tuvo lugar en 2018, integrándose como parte de la Semana Internacional de los Sordos, que se celebra desde 1958. Durante esta jornada, el mundo destaca la unidad que generan las lenguas de señas y los esfuerzos colectivos de las comunidades sordas, los gobiernos y la sociedad civil para fomentar, promover y reconocer las lenguas de señas nacionales de sus países. Las actividades típicas incluyen eventos educativos, talleres de aprendizaje de lenguas de señas, campañas de sensibilización, y demostraciones culturales que subrayan la riqueza y diversidad de las lenguas de señas.

## Temas
Día Internacional de las Lenguas de Señas (IDSL por sus siglas en inglés)
- 2018: With Sign Language, Everyone is Included!,[4] ('Con el lenguaje de señas, ¡todos están incluidos! )'
- 2019: ¡Derechos en lengua de señas para todos![5]
- 2020: ¡Las lenguas de signos son para todos![6]
- 2021: Firmamos por los derechos humanos[7]
- 2022: ¡Las lenguas de signos nos unen![8]
- 2023: Un mundo donde las personas sordas de todas partes puedan hacer señas en cualquier lugar![9]

Semana internacional de las personas sordas (IWDP por sus siglas en inglés)
- 2009: Logros culturales de las personas sordas[10]
- 2010: Educación para sordos[10]
- 2011: Accesibilidad a la información y las comunicaciones[10]
- 2012: Señas ¡El bilingüismo es un derecho humano![10]
- 2013: Igualdad para las personas sordas[10]

- 2014: Strengthening Human Diversity,[11]  ('Fortaleciendo la diversidad humana')
- 2015: With Sign Language Rights, Our Children Can!,[12] ('¡Con los derechos de la lengua de señas, nuestros niños pueden!')
- 2016: With Sign Language, I am Equal,[13] ('n la lengua de señas, soy igual. )'
- 2017: Promoting full inclusion with sign language,[14] ('Promoviendo la inclusión plena con la lengua de señas')
- 2018: With Sign Language, Everyone is Included!,[4] ('Con el lenguaje de señas, ¡todos están incluidos!)
- 2019: ¡Derechos en lengua de señas para todos![5]
- 2020: Reafirmando los derechos humanos de las personas sordas[6]
- 2021: Celebrando las comunidades sordas prósperas[7]
- 2022: Construir comunidades inclusivas para todos[8]
- 2023: Un mundo donde las personas sordas de todas partes puedan hacer señas en cualquier lugar![9]